# 下大武乡
下大武乡，是中华人民共和国青海省果洛藏族自治州玛沁县下辖的一个乡镇级行政单位。

## 行政区划
下大武乡下辖以下地区：
年扎牧委会、尼青牧委会和清水牧委会。